# UCI Asia Tour 2025
UCI Asia Tour 2025 – 21. edycja cyklu wyścigów kolarskich UCI Asia Tour.
W kalendarzu 21. edycji cyklu Asia Tour znalazło się 18 wyścigów rozgrywanych między 24 stycznia a 13 października 2025.

## Kalendarz
Opracowano na podstawie:
| UCI Asia Tour 2025          | UCI Asia Tour 2025           | UCI Asia Tour 2025 | UCI Asia Tour 2025 | UCI Asia Tour 2025                      | UCI Asia Tour 2025                 | UCI Asia Tour 2025                | UCI Asia Tour 2025 |
| Data                        | Państwo                      | Wyścig             | Kat.               | Zwycięzca                               | Drugie miejsce                     | Trzecie miejsce                   |                    |
| --------------------------- | ---------------------------- | ------------------ | ------------------ | --------------------------------------- | ---------------------------------- | --------------------------------- | ------------------ |
| 24 – 28 stycznia 2025       | Zjednoczone Emiraty Arabskie | Tour of Sharjah    | 2.2                | Josh Kench (Li Ning Star)               | Josh Burnett (Burgos-Burpellet-BH) | Rein Taaramäe (Kinan Racing Team) |                    |
| 28 stycznia – 1 lutego 2025 | Arabia Saudyjska             | AlUla Tour         | 2.1                | Thomas Pidcock (Q36.5 Pro Cycling Team) | Fredrik Dversnes (Uno-X Mobility)  | Johannes Kulset (Uno-X Mobility)  |                    |
| 7 lut                       | Oman                         | Muscat Classic     | 1.1                | Rick Pluimers (Tudor Pro Cycling Team)  | Jenthe Biermans (Arkéa-B&B Hotels) | Henok Mulubrhan (XDS Astana Team) |                    |